# Шактікумара
Равал Шактікумара (гінді शक्तिकुमार; д/н — 993) — магараджа Медапати (Мевару) в 977—993 роках.

## Життєпис
Походив з династії Гухілотів. Син Наравагани. 977 року спадкував братові Шалівахану. Продовжив боротьбу проти Вакпаті II Парамара, магараджахіраджи Малави, зумівши невдовзі домогтися звільнення столиці Ахар. На знак своїх прав на Медапату наказав спорудити напис на мідних табличках, де представлено родовід династії від її засновника — Гухіли (Грахадітьї) до часу панування Шактікумари.
Протягом всього панування воював проти Парамара. Його союзниками були Дгавала (з побічної гілки Раштракутів), магараджа Гастікунді та Віґрахараджа II Чаухан, магараджахіраджа Сакамбхарі. Проте не зміг відвоювати важливу фортецю Читтор з навколишніми землями.
Помер або загинув 993 року. Йому спадкував син Амарапрасада.